# Ewa Munther
Siv Ewa Margareta Munther, ursprungligen Siv Eva Margareta Munter, född 7 april 1952 i Motala, är en svensk skådespelare och präst i Svenska kyrkan.

## Biografi
Efter studier vid Scenskolan i Stockholm, där hon tog examen 1978, var Munther engagerad vid bland annat Folkteatern i Gävleborg och Norrbottensteatern i Luleå. Hon framträdde med flera egenhändigt skrivna shower på Mosebacke i Stockholm bland annat i kabarén Tre lösa boy. Hon var värdinna i Totte Wallins TV-serie Totte på TV 1987; samma år gjorde hon en roll i filmen Mälarpirater. Munther medverkade i Povel Ramels och Hans Alfredsons revy Tingel Tangel på Tyrol 1989-1990. 
År 2001 prästvigdes Munther för Stockholms stift. Hon arbetar som präst i Skarpnäcks församling.

## Filmografi i urval
- 1987 – Mälarpirater

## Teater

### Roller
| År   | Roll          | Produktion                                                          | Regi            | Teater             |
| ---- | ------------- | ------------------------------------------------------------------- | --------------- | ------------------ |
| 1980 | Bianca Minola | Så tuktas en argbigga (The Taming of the Shrew) William Shakespeare | Katariina Lahti | Norrbottensteatern |
| 1983 | Eva           | Du sköna nya paradis Katariina Lahti                                | Katariina Lahti | Norrbottensteatern |
| 1985 |               | På pottkanten (On purge bébé/Il reduce) Georges Feydeau/Ruzante     | Håkan Bjerking  | Fågel Blå          |
| 1989 | Medverkande   | Tingel-tangel, revy Povel Ramel och Hans Alfredson                  | Mikael Ekman    | Restaurang Tyrol   |